# Adwentyzm dnia siódmego

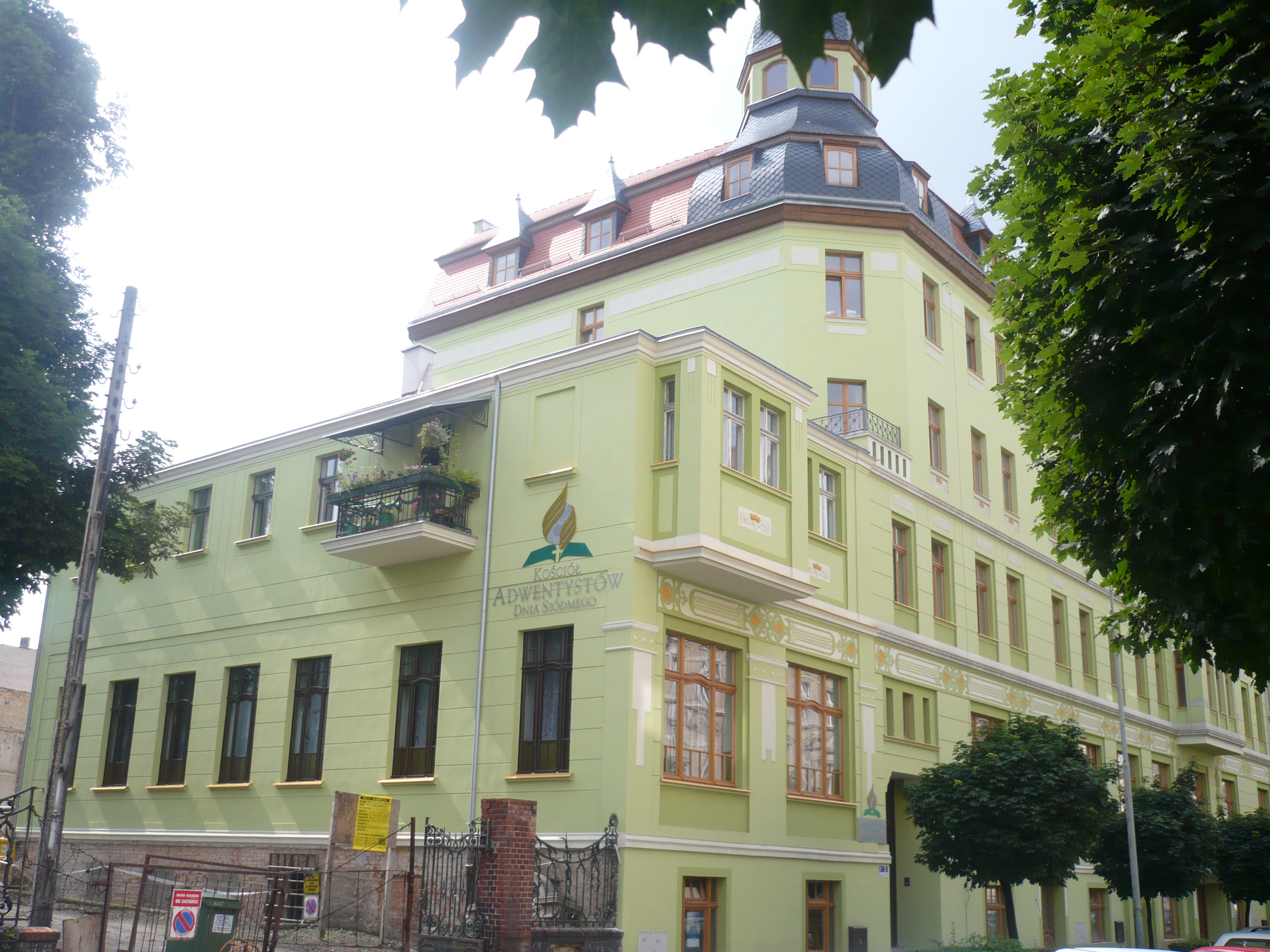
Kaplica Kościoła Adwentystów Dnia Siódmego w Świdnicy przy ul. Jagiellońskiej

Adwentyzm dnia siódmego – doktryna religijna wyznawana przez niektóre kościoły protestanckie, powstała w wyniku przebudzenia adwentowego (adwentyzm właściwy, czyli milleryzm), jakie miało miejsce w pierwszej połowie XIX wieku na terenie Ameryki Północnej oraz pod silnym wpływem pism Ellen G. White. Cechą wspólną tych denominacji jest m.in. wiara w bliskie powtórne przyjście Chrystusa, świętość dnia sobotniego, wiara w aktualność dekalogu, odrzucenie koncepcji nieśmiertelności duszy (kondycjonalizm), premillenaryzm i wiara w świątynię w niebie.
Do większych i bardziej znanych kościołów uznających doktrynę adwentyzmu dnia siódmego należą:
- adwentyści dnia siódmego
  - Kościół Adwentystów Dnia Siódmego
  - Kościół Adwentystów Odpocznienia Sabatu
  - Kościół Adwentystów Siódmego Dnia Stworzenia
  - Dawidiańscy Adwentyści Dnia Siódmego
  - reformowani adwentyści dnia siódmego
    - Kościół Adwentystów Dnia Siódmego Ruch Reformacyjny
    - Kościół Reformowany Adwentystów Dnia Siódmego
    - Międzynarodowe Stowarzyszenie Misyjne Adwentystów Dnia Siódmego Trzecia Część

  - zielonoświątkowi (pentekostalni) adwentyści dnia siódmego
    - Kościół Adwentystów Obietnicy

  - grupy homoseksualne
    - Międzynarodowe Braterstwo Adwentystów Dnia Siódmego